# La Celle-sur-Loire
 La Celle-sur-Loire  es una población y comuna francesa, situada en la región de Borgoña, departamento de Nièvre, en el distrito de Cosne-Cours-sur-Loire y cantón de Cosne-Cours-sur-Loire-Nord.

## Demografía
| 623 | 627 | 660 | 759 | 859 | 798 |
| Para los censos de 1962 a 1999 la población legal corresponde a la población sin duplicidades (Fuente: INSEE [Consultar]) |     |     |     |     |     |